# Паре-Сен-Сезер
Паре́-Сен-Сезе́р	 (фр. Parey-Saint-Césaire) — коммуна во французском департаменте Мёрт и Мозель, региона Лотарингия. Относится к  кантону Везелиз.

## География
Паре-Сен-Сезер расположен в 20 км к юго-западу от Нанси. Соседние коммуны: Удельмон на северо-востоке, Аммевиль на юге, Тело на северо-западе.

## Демография
Население коммуны на 2010 год составляло 224 человека.
| 1962 | 1968 | 1975 | 1982 | 1990 | 1999 | 2010 |
| ---- | ---- | ---- | ---- | ---- | ---- | ---- |
| 200  | 220  | 172  | 221  | 197  | 198  | 224  |